# Birtley (Tyne and Wear)
Birtley är en ort och en unparished area i distriktet Gateshead i grevskapet Tyne and Wear i England. Orten är belägen 8 km från Newcastle upon Tyne. Unparished area hade 11 377 invånare år 2001. Fram till 2006 var det en civil parish.